# Алтун-Ханим
Алтун Ханим (каз. Алтын Ханым, рід. бл. 1567 — невідомо) — дочка казахського хана Шигая і Байим-Бежи Ханом.

## Біографія
Шигай-хан залишив велику кількість нащадків. Найдокладніші відомості про генеалогію Шигай-хана наводяться у Кадиргалі Жалаїрі. Він пише, що у Шигай-хана було багато дружин, але з них найбільш відомих було три — це Баїм-бігім Ханим, Яхші-бігім Ханим, родом з Джагата, і Дадим Ханим, дочка Бурундук-хана. Від першої з них у Шигая було троє дітей: Сейдкул султан, Ондан-султан і дочка Алтун Ханим.

## В полоні
Як сказано в московських літописах, воєвода Данило Чулков запросив трьох вождів Сибірського ханства — князя Сейдака, радника Карачу та султана Казахського ханства Ораз-Мухаммеда за стіл переговорів. Але жодних переговорів не було. Незабаром усі троє були взяті в полон. Після надзвичайної події в Тобольській фортеці в полон було взято всю родину Ораз-Мухаммеда. В історичних документах перераховані всі члени сім'ї Ораз-Мухаммеда, які живими потрапили в полон: його бабуся Яхшим-бігім Ханим, мати Алтун Ханим, сестра батька Алтун-Ханим, дочки старшого брата батька Сєіткул султана Бакти Ханим та Кун Ханим, тобто п'ять жінок на чолі з байбиче Шигай хана Яхшим-бігім Ханим. Високорідних бранців відправили до Москви.
У Центральному архіві російських Давніх актів зберігся останній лист Ораз-Мухаммед султана на батьківщину, перелік його послань рідним та близьким. Аллах всемогутній, пише Ораз-Мухаммед. Схиляю голову перед Тауєкель багадур ханом, великим з великих, наймудрішим, відважним, високородним правителем нашим, зберігай у серці своєму відданий образ рідного тобі Ораз-Мухаммед султана, пише він. Шле привіт від бабусі Яхшим-бігім Ханим, матері Алтун Ханим, тітці Алтун-Ханим, сестрам Бахти-Ханим і Кун-Ханим. Від свого імені як подарунок Ораз-Мухаммед вислав Тауєкель-хану розшитий золотом парчовий халат, дядьку Есім-султану — вишиті золотим позументом чоботи, молодшому братові Кошек-султану — лук зі стрілами, іншим родичам також різні подарунки. Зберігся і перелік подарунків, відправлених родичам бабусею та матір'ю Ораз-Мухаммеда. Щодо подарунків велику щедрість виявив і московський уряд. Цар Федір від свого імені вислав Тауєкель-хану п'ять кольчуг, найвпливовішим султанам Казахського ханства Єсіму і Кошеку — по кольчузі, дорогі тканини та інші подарунки. За звичаєм тих часів московські царі дарували найпочеснішим правителям інших країн ловчих птахів, але цар Федір ніби вибачається перед Тауєкель-ханом, пише, що через зимовий час не вдалося піднести сокола, але, дасть бог, в майбутньому цей пробіл заповниться.